# Stenoonops opisthornatus
Stenoonops opisthornatus är en spindelart som beskrevs av Benoit 1979. Stenoonops opisthornatus ingår i släktet Stenoonops och familjen dansspindlar.
Artens utbredningsområde är Seychellerna. Inga underarter finns listade i Catalogue of Life.